# داد ويليام
داد ويليام (بالإنجليزية: Dad Hale)‏ هو لاعب كرة قاعدة أمريكي، ولد في 18 فبراير 1880 في ألغن في الولايات المتحدة، وتوفي بنفس المكان في 1 فبراير 1946.

## وصلات خارجية
- داد ويليام على موقعبيزبول رفرنس.كوم (الدوري الرئيسي) (الإنجليزية)
- داد ويليام على موقعبيزبول رفرنس.كوم (الدوري الثانوي) (الإنجليزية)